# Brand New Cadillac
Brand New Cadillac (également connue sous le titre de Cadillac) est une chanson de rock 'n' roll écrite et enregistrée par le chanteur britannique Vince Taylor en 1959. La chanson connait un regain de popularité en Europe occidentale lorsqu'elle est reprise en 1964-1965 par The Renegades, les Hep Stars et les Shamrocks, puis par The Clash en 1979.

## Historique
La chanson de Vince Taylor and His Playboys, enregistrée quatre mois plus tôt, est initialement publiée en avril 1959 chez Parlophone, en face B de Pledgin' My Love. Les musiciens présents sur l'enregistrement sont Joe Moretti (guitares), Lou Brian (piano), Brian Locking (basse) et Brian Bennett (batterie). Le texte parle d'un homme abandonné par sa fiancée depuis que celle-ci conduit une Cadillac flambant neuve.
Souvent considérée comme la meilleure chanson de rockabilly britannique, Brand New Cadillac présente un solo de guitare torride et est aussi excitante que ses modèles américains. La face B est plus populaire que la face A, mais n'obtient cependant pas un succès immense, car la chanson est censurée par la BBC en raison de l'utilisation de la marque Cadillac dans le titre. Après cela, Parlophone laisse tomber le chanteur à cause de ses ventes insuffisantes.

## Version des Renegades
Le groupe anglais The Renegades, originaire de Birmingham, reprend la chanson en 1964. Ils abandonnent une partie des paroles et raccourcissent le titre à simplement « Cadillac ». Les crédits d'auteurs sont attribués aux membres du groupe, Kim Brown, Denys Gibson, Ian Mallet et Stuart Graham Johnson. Cet enregistrement rencontre le succès dans les pays nordiques, se classant no 1 dans le choix des auditeurs de la radio finlandaise et n°2 des ventes de singles en Finlande en 1964.

## Version des Hep Stars

### Chronologie
Le groupe de rock suédois Hep Stars enregistre Brand New Cadillac pour un single paru en mars 1965. Hep Stars reprend l'interprétation des Renegades avec son titre raccourci Cadillac, les membres des Renegades étant crédités comme auteurs de la chanson. Il sera révélé plus tard que Hep Stars ignorait même la version de Vince Taylor. Le chanteur principal Svenne Hedlund entend la version des Renegades dans l'émission de radio suédoise Nordisk Skivdisk et en voit immédiatement le potentiel. Son opinion n'est pas partagée par le manager Åke Gerhard, qui considère la chanson comme « une vraie merde ». Ils persuadent Gerhard en lui disant que « s'il n'en veut pas, peut-être qu'une autre maison de disques serait mieux disposée ». La version single est enregistrée dans le sous-sol d'un magasin de disques de Fruängen dans la banlieue de Stockholm, dont le propriétaire, Gerhard Dieke, produit la session.
À l'époque, Hep Stars n'a encore sorti qu'un seul single, Kana Kapila en 1964, qui n'a atteint que le no 26 dans le classement Tio I Topp. Le groupe grave ensuite six autres enregistrements fin décembre 1964, leur première session avec Benny Andersson (le futur membre d'ABBA) aux claviers. Cependant, ils sont encore pratiquement inconnus à ce stade. Ce n'est que lorsqu'ils apparaissent dans un épisode frénétique de Drop-In le 23 mars 1965 que leur popularité commence à croître. Leur chanson A Tribute to Buddy Holly sort en février de la même année et se hisse rapidement au hit-parade fin mars après leur apparition dans Drop-In. Elle devient leur premier hit dans les charts, atteignant le no 5 du Kvällstoppen, restant dans ce classement pendant dix semaines.

### Sortie et réception
Olga Records sort ensuite rapidement trois singles fin mars, Summertime Blues, Farmer John et Cadillac. Alors que le premier ne réussit pas à se classer, Farmer John et Cadillac atteignent toutes deux le no 1 du Kvällstoppen. Cadillac entre dans les charts le 13 avril 1965 et atteint la 1re place le 18 mai de la même année. Au total, elle passe 14 semaines dans le classement, dont onze dans le top 10 et sept dans le top 5. Elle se comporte aussi bien sur Tio I Topp, où elle reste 12 semaines, culminant au no 1.
Le groupe enregistre trois versions de Cadillac en 1965. La première est le single enregistré en février. Sur cette version, Benny Andersson joue de la guitare rythmique en plus de ses claviers habituels, le guitariste régulier Janne Frisk n'étant pas présent à la session d'enregistrement. Une seconde version en studio est ensuite enregistrée comme titre d'ouverture de leur premier album We and Our Cadillac, sorti en septembre 1965. Cette version comporte l'ajout d'un tambourin ainsi qu'un solo d'orgue plus audible, ce qui n'est pas très évident sur la version single. La troisième version est enregistrée en live le 7 ou le 8 août 1965 au folkparc de Trollhättan ou de Västerås. Cette version s'ouvre avec la voix de Lennart Fernholm, directeur de tournée de Hep Stars, criant les noms des membres du groupe à un public hystérique. Elle est incluse comme morceau d'ouverture de Hep Stars on Stage en novembre 1965.
Un autre groupe suédois, les Shamrocks, enregistre la chanson au même moment. Leur interprétation est un succès en France, en Allemagne et au Japon.

### Personnel
Single
- Svenne Hedlund - chant principal
- Christer Pettersson – batterie, chœurs
- Benny Andersson – guitare, claviers
- Lennart Hegland – basse, chœurs

We and Our Cadillac
- Svenne Hedlund - chant principal
- Christer Pettersson – batterie, chœurs
- Janne Frisk – guitare, chœurs
- Benny Andersson – claviers
- Lennart Hegland – basse, chœurs

### Classement dans les charts
| Palmarès (1965)      | Meilleure position |
| -------------------- | ------------------ |
| Suède (Kvällstoppen) | 1                  |
| Suède (Tio I Topp)   | 1                  |
| Norvège (VG-lista)   | 1                  |

## Bataille pour les droits d'auteurs
Après avoir eu connaissance des enregistrements des Renegades, Hep Stars et Shamrocks, Parlophone, la maison de disques de Vince Taylor, réclame des droits d'auteur. L'affaire se règle par un accord ajoutant le nom de Taylor au côté de celui des membres de The Renegades, partageant les royalties de Cadillac à parts égales. Il est avéré  que ni les Hep Stars ni les Shamrocks ne connaissaient la version originale de Taylor au moment de leurs sessions. Par conséquent, il est possible de trouver leurs enregistrements des années 1960 crédités soit à Brown, Gibson, Mallet et Johnson, soit à Brown, Gibson, Mallet, Johnson et Taylor.

## Version des Clash
Pistes de London Calling
London Calling
(1) Jimmy Jazz
(3)
Le groupe de punk rock britannique The Clash reprend Brand New Cadillac sur son troisième album, London Calling, en 1979. La chanson est la première à être enregistrée. Le groupe cite la chanson comme « l'un des premiers disques de rock 'n' roll britannique » et l'utilise tout d'abord comme tour de chauffe avant les sessions d'enregistrement. Mick Jones espère que les royalties de cette reprise pourront aider financièrement Vince Taylor.
Aux États-Unis, un single promotionnel 10 pouces (25 cm) contenant Clampdown, Brand New Cadillac et Spanish Bombs est distribué aux radios.

## Autres versions
On compte beaucoup d'autres reprises de la chanson de Vince Taylor par différents artistes.
- En 2019 resurgit une cassette des Beatles de mauvaise qualité, prétendument enregistrée en novembre 1959 sur le gramophone de Jim McCartney, le père de Paul, qui contient une interprétation de Brand New Cadillac par plusieurs des futurs membres du groupe.
- Ringo Starr la joue également lorsqu'il fait partie de Rory Storm and The Hurricanes en 1960[14].
- Aux Pays-Bas, le groupe De Maskers la sort en single en 1965 sous le titre original Brand New Cadillac, parce qu'ils ont déjà enregistré un morceau instrumental intitulé Cadillac.
- La chanson est reprise en 1966 par le groupe de beat britannique Downliners Sect sur son album The Rock Sect's In!.
- Procol Harum la reprend en 1970 avec d'autres standards du rock 'n' roll ; elle paraît en 1997 sur l'album Ain't Nothin' to Get Excited About sous le pseudonyme « Liquorice John Death »[15].
- En 1971, Mott The Hoople, lors d'un enregistrement de concert à Stockholm, en insère un couplet dans sa reprise de Keep A-Knockin' de Little Richard (sortie sur l'album live A Tale of Two Cities en 2000).
- L'artiste suédois Eddie Meduza en 1976 sous le titre E. Hitler inleder.
- Kim Fowley inclus une version avec des paroles modifiées (appelée Big Bad Cadillac) sur son album de 1977 Living in the Streets.
- The Fall en 1978 en concert à Manchester, paru en 2007 dans le coffret The Fall Box Set 1976 - 2007.
- Thee Milkshakes en 1984 sur l'EP The Milkshakes.
- The Purple Helmets, le groupe de reprises de Jean-Jacques Burnel et Dave Greenfield, en 1989 sur The Purple Helmets Rise Again.
- Le Brian Setzer Orchestra sur son premier album homonyme en 1994. Un extrait du thème de Peter Gunn est inséré au milieu du morceau.
- Les Thugs sur l'album Live Paris 1999 (2000).
- Dick Rivers en concert à l'Olympia le 31 mars 2012, sorti sur son album live Gran' Tour.
- La chanson est interprétée dans de nombreux concerts de Van Morrison, apparaissant dans un medley avec la chanson Goin' Down Geneva, qui parle de Vince Taylor.
- Sur scène, la chanson est notamment interprétée par BAP, UK Subs, The Wallflowers, The Pretenders, The Presidents of the United States of America, Bruce Springsteen, Damon Albarn, D.O.A. ou The Rezillos. Joe Strummer l'a jouée très souvent, en compagnie des Pogues, The Mescaleros ou le Latino Rockabilly War[16].

La chanson est également utilisée dans une publicité télévisée pour Cadillac en 2014.
On peut l'entendre dans le film Stella (2008), ainsi que dans l'épisode 4 de la saison 1 de la série True Blood, interprétée par Wayne Hancock (2008).